# Cratere Quimby
Quimby  è un cratere sulla superficie di Venere. Deve il suo nome all'aviatrice statunitense Harriet Quimby.